# 다다촌 (에히메현)
다다촌(多田村)은 에히메현 히가시우와군에 설치된 촌이다. 